# 9176 Struchkova
9176 Struchkova è un asteroide della fascia principale. Scoperto nel 1990, presenta un'orbita caratterizzata da un semiasse maggiore pari a 2,7139524 au e da un'eccentricità di 0,0850190, inclinata di 3,70594° rispetto all'eclittica.
L'asteroide è dedicato alla ballerina russa Raisa Stepanovna Stručkova.